# Edwin Redslob

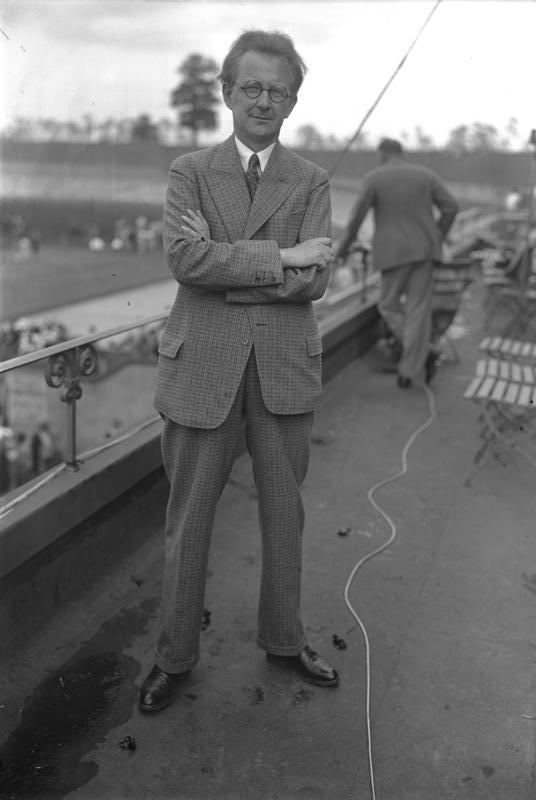
Edwin Redslob, 1929

Edwin Redslob (* 22. September 1884 in Weimar; † 24. Januar 1973 in West-Berlin) war ein deutscher Kunsthistoriker, Kulturpolitiker, Publizist und Universitätsrektor.:9–14
Von 1920 bis 1933 war er Reichskunstwart.

## Leben

### Von Weimar nach Berlin

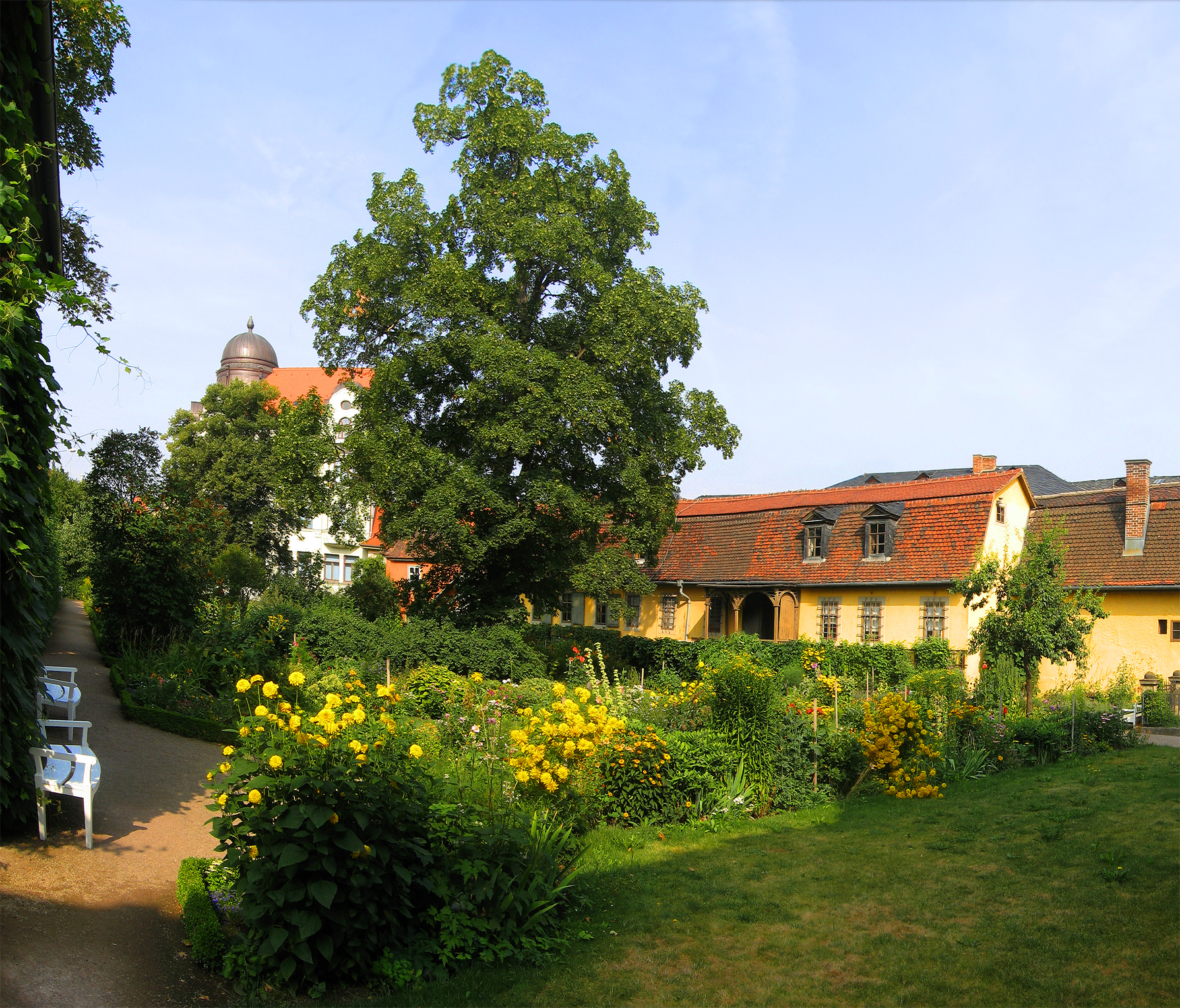
Goethes Garten in Weimar. In Redslobs Heimatstadt Weimar wurde die Erinnerung an die Zeit Goethes lebendig gehalten. Landschafterlebnis und die Erfahrung von Bildung als höchstem Gut prägten Redslobs Jugend. Er wurde ein genauer Kenner Goethes, verfasste mehrere Werke über ihn und legte im Verlauf vieler Jahre eine umfangreiche Goethe- und Klassik-Sammlung an. (Foto: 2006)

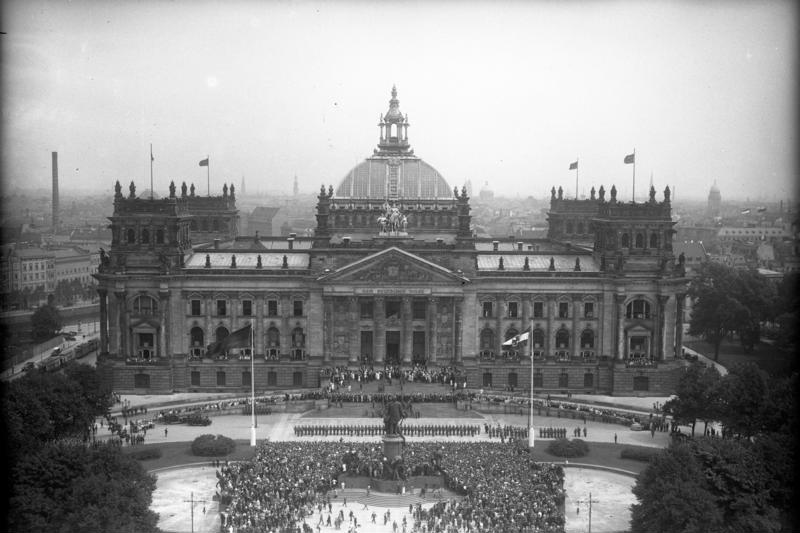
Verfassungsfeier am 11. August 1932 vor dem Reichstag. Redslob gestaltete als Reichskunstwart ab 1922 die Verfassungstage als Freudenfeste der Republik. Gleichzeitig mit der Zeremonie im Plenarsaal fand auf dem Königsplatz vor dem Reichstag bei geöffneten Türen, die Einheit von Regierung und Volk symbolisierend und fühlbar machend, ein Volksfest statt. Das Generalthema war: Bekenntnis zur Republik durch Kultur.

#### Im Kaiserreich
Seine Kindheit und Jugend verbrachte Edwin Redslob in Weimar. Als Sohn von Ernst Redslob, eines Schulleiters und Gymnasialprofessors für Latein, Geschichte und Deutsch, kam er hier bereits früh mit der künstlerischen Avantgarde in Berührung.:16 ff. Noch als Schüler lernte er in Weimar den expressionistischen Maler Christian Rohlfs und den Jugendstil-Architekten Henry van de Velde kennen.:36 ff. Ab 1903 studierte er Kunst- und Literaturwissenschaften in Weimar und Heidelberg, 1906 promovierte er mit einer Arbeit über die fränkischen Epitaphien des 14. und 15. Jahrhunderts bei Henry Thode in Heidelberg.:42 ff. Nach einem Praktikum am Germanischen Nationalmuseum Nürnberg war er ab 1909 am Suermondt-Museum in Aachen tätig und trat dem Sonderbund Westdeutscher Kunstfreunde und Künstler bei. 1909 heiratete er Charlotte Hardtmuth.:64 Durch seine engen Kontakte zur Avantgarde gelang ihm der Aufbau einer Sammlung mit Werken von August Macke, Heinrich Nauen, Emil Nolde, Ernst Ludwig Kirchner und anderen Malern der Künstlergruppe Brücke, die alle in den Ausstellungen des Sonderbundes zwischen 1910 und 1912 in Düsseldorf und Köln hervorgetreten waren.

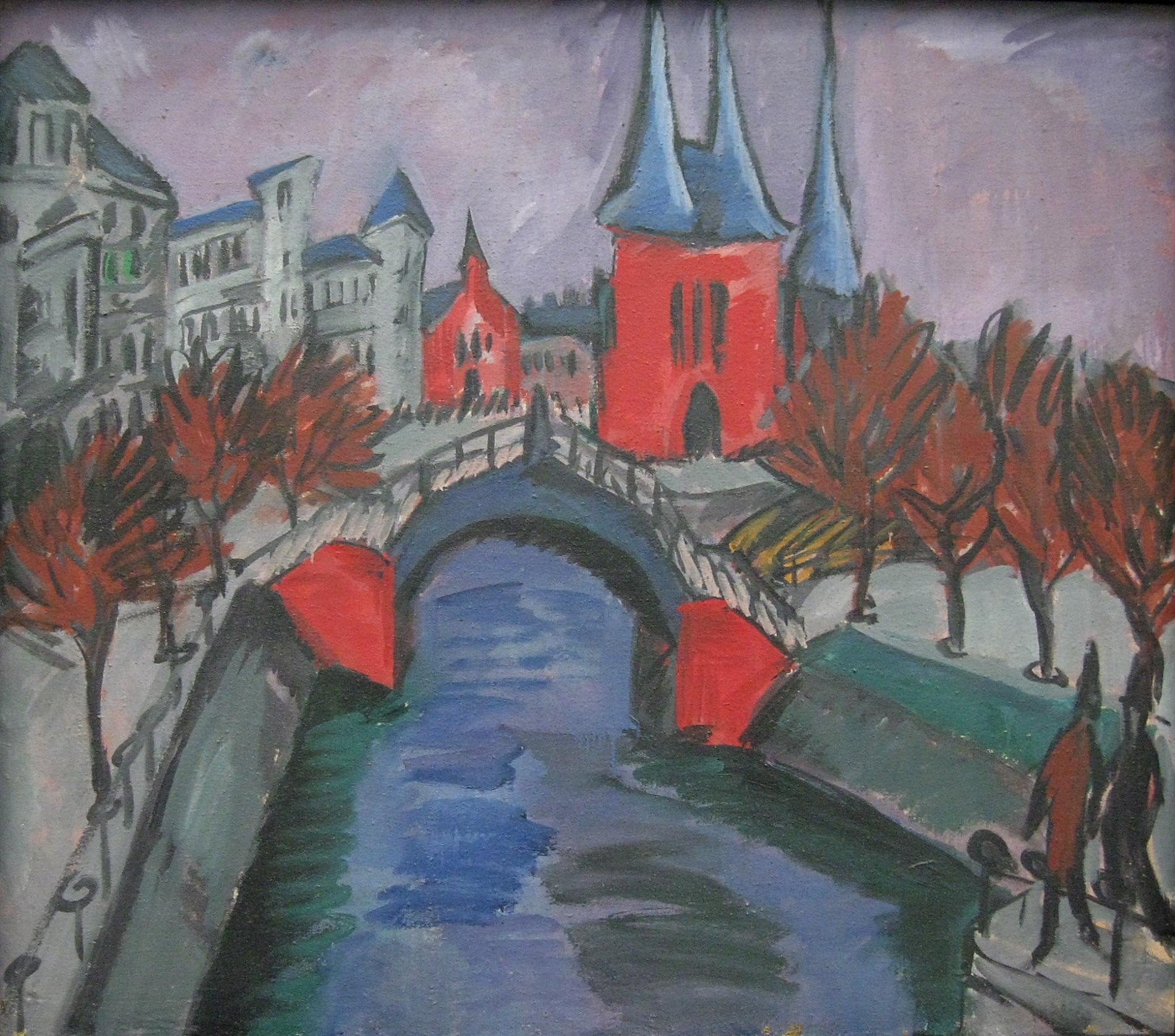
Ernst Ludwig Kirchner: Elisabethufer in Berlin (1912). (Zeitweilig im Besitz von Redslob.) Redslob sammelte Werke des Expressionismus und organisierte Ausstellungen. Während des Ersten Weltkriegs besuchte er Kirchner im Sanatorium in Davos. Eine Besprechung des Bildes durch Redslob in einer Zeitschrift führte zum Zerwürfnis. Bei einem Besuch 1926 im Reichstag in Berlin stellte Redslob Kirchner dem Reichskanzler Hans Luther vor. 1937 wurden 32 Bilder Kirchners in der Ausstellung Entartete Kunst gezeigt, nachdem seine Arbeiten vorher aus den Museen entfernt und beschlagnahmt worden waren. 1938 starb Kirchner durch Selbstmord.

1911 ging Redslob nach Bremen und wurde stellvertretender Direktor des dortigen Kunstgewerbemuseums. Ein Jahr später bewarb er sich erfolgreich als Direktor des Erfurter Museums und wurde damit der jüngste Museumsdirektor, den es jemals in Deutschland gegeben hatte. Dort blieb er sieben Jahre. 1914 wurde seine erste Tochter Ottilie geboren, 1918 seine Tochter Sybille.:127

#### Erster Weltkrieg und Weimarer Republik
Bei Beginn des Ersten Weltkriegs 1914 meldete er sich freiwillig zum Wehrdienst, wurde jedoch wegen einer Fußverletzung zurückgewiesen. Nachdem er trotzdem einige Zeit bei einer von seinem Vater geleiteten Versorgungseinheit Munitionstransporte in der Gegend von Metz unterstützt hatte, erkrankte er ernsthaft und musste längere Zeit zu einer Kur in die Schweiz.:66–90 In seinem Kurort St. Moritz schrieb er ein expressionistisches Theaterstück mit dem Titel „Die neue Stadt“, in dem es um den Kampf rivalisierender Stände in einer von einem Bischof beherrschten mittelalterlichen Domstadt geht, der von einem christlichen Kreuzritter nach einem Pestausbruch beendet wird.:89 ff. Ein von Alfred Hanf illustrierter Pressendruck des Werks wurde 1937 als „entartet“ aus dem Erfurter Museum für Kunst und Heimatgeschichte beschlagnahmt und vernichtet.
Erst nach über zwei Jahren hatte Redslob die Krankheit, die zunächst als Leukämie diagnostiziert worden war, überwunden und kehrte 1917 zum Erfurter Museum zurück.:89 Als sich nach Kriegsende im November 1918 in Erfurt eine politisch-avantgardistische Künstlergruppe mit dem Namen Jung-Erfurt bildete, unterstützte sie Redslob mit einer Ausstellung und veröffentlichte sein Theaterstück unter ihrem Zeichen.:100–102 In einer Flugblattreihe Das neue Thüringen bündelte Redslob Bestrebungen, die eine Überwindung der mitteldeutschen Kleinstaaterei anstrebten, und entwickelte die Idee einer „thüringischen Kulturnation“. Eine parteipolitische Bindung lehnte er jedoch ab. Als es in der Folge in Erfurt zu einer Kampagne gegen ihn kam, wurde ein beruflicher Wechsel erforderlich.:102–106 Von 1919 bis 1920 leitete er die Staatsgalerie Stuttgart. Am 1. September 1920 wurde Redslob zum Generaldirektor aller württembergischen Museen und zum Reichskunstwart ernannt, der in der Zeit der Weimarer Republik für die künstlerische Formgebung des Reichs, d. h. für alle staatlichen Kunst- und Kulturfragen des Deutschen Reiches, zuständig war. Dazu gehörten Entscheidungen über staatliche Symbole wie Staatswappen, Münzen, Geldscheine, Briefmarken, Fahnen und Auszeichnungen, etwa den Adlerschild des Deutschen Reiches. Zu seinem Amt gehörte auch die Organisation von Ausstellungen und Staatsfeiern, so z. B. die künstlerische Gestaltung der Verfassungstage und der Trauerfeier für den 1922 ermordeten Außenminister Rathenau im Reichstag.:185 ff. „Der Sarg Rathenaus stand auf einem Podest unter einem Baldachin im Plenarsaal des Reichstages und wurde am Ende der Feier zu den Klängen des Trauermarsches aus Wagners 'Götterdämmerung' hinausgetragen.“ – ein Musik-Ritual, das die NS-Propaganda übernahm. Als Organisationsprinzip für seine Arbeit wählte er „Werkräte“, Expertengremien, die für einzelne Entscheidungen einberufen werden sollten. In Zusammenarbeit mit Künstlern der Moderne entwickelte er eine symbolische Formensprache für die neue Republik, die allen Bürgern die Möglichkeit bieten sollte, sich mit diesen Symbolen zu identifizieren.:12, 149 Redslob entwickelte einen routinierten Umgang mit der Öffentlichkeit und der Presse, hielt Reden vor Ausschüssen, im Reichstag und im Rundfunk.:125 ff.1922 nahm er an der Eröffnung der Ersten Russische Kunstausstellung in Berlin teil.
Als die Stelle des Reichskunstwarts 1924 im Zuge von Einsparungsmaßnahmen entfallen sollte, erreichte Redslob ihre Weiterführung, allerdings nur noch als „Zwei-Mann-Betrieb“.:167 Hilfreich war vermutlich sein weitreichendes Netz von Beziehungen, das er auch in der Deutschen Gesellschaft 1914 pflegte, einem Bündnis von Intellektuellen, Reformbürgern und Adligen, welches Politik hinter den Kulissen betrieb.:166 Im „Flaggenstreit“ ging es um die Frage, ob als Reichsflagge Schwarz-Rot-Gold, die Flagge der liberalen Republik, oder Schwarz-Weiß-Rot, die Farben des Kaiserreichs, gewählt werden sollte. Redslob entwarf einen Kompromissvorschlag: Ein großes schwarzes Eisernes Kreuz auf einem rot-goldenen Hintergrund, der ihm in den Medien weitgehende Ablehnung einbrachte.:157–163
1929 unterstützte er die nie ausgeführten Pläne Martin Mächlers für eine Nord-Süd-Achse in Berlin vom Platz der Republik über den Kemperplatz zum heutigen Park am Gleisdreieck. Sie sollte ein republikanisches Gegenstück zur bestehenden monarchischen Ost-West-Achse bilden, die vom Berliner Schloss über den Boulevard Unter den Linden und die Charlottenburger Chaussee (heute Straße des 17. Juni) verläuft.
Zum Goethejahr 1932 produzierte er im staatlichen Auftrag ein Buch zu Goethes Leben und Werk und einen Film zur Vorführung in Kinos und Schulen mit dem Titel „Goethe lebt...!“, zu dem er selber das Drehbuch schrieb::207 ff. Der Geist von Weimar wurde als ideelle Grundlage der republikanischen Ordnung beschworen.:12

#### Die Zeit des Nationalsozialismus
Nach dem Machtantritt der Nationalsozialisten und ihrer Bündnispartner wurde Redslob am 1. März 1933 von Reichsinnenminister Frick, der ein erklärter Gegner moderner Kunst war, in den bezahlten Ruhestand versetzt.:226 ff. Er erhielt nur noch kleinere öffentliche Aufträge.:236 ff. Bis 1945 widmete Redslob sich der Forschung, arbeitete als Übersetzer und Schriftsteller. 1935 veröffentlichte er einen autobiographischen Roman über seine Jugend in Weimar: Ein Jahrhundert verklingt und 1937 eine Fortsetzung: Dianens Heimkehr. Beide Bücher blieben weitgehend unbeachtet.:237 ff. Redslob baute seine Sammlung von Büchern und sonstigen Zeugnissen der klassischen Zeit Weimars (1750–1850), der Zeit Goethes und Schillers, weiter aus und betrieb privat Kunsthandel.:251 ff. Dadurch entsprach die Einrichtung seines eigenen Hauses immer mehr dem hundert Jahre früher gültigen Stil.:253f In dieser Zeit entstand auch sein Buch Des Reiches Straße, welches anhand einer vorgestellten Reise entlang der Via Regia, von Frankfurt über Leipzig nach Berlin, deutsche Kulturgeschichte entlang der Route erzählt und in mehreren Auflagen ab 1940 bei Reclam erschien.:255 ff. Das Buch wurde 1942 vom „Reichsministerium für Volksaufklärung und Propaganda“ in die Jahresschau des deutschen Schrifttums aufgenommen und dadurch als besonders wertvoll ausgezeichnet.:266 ff., 285 Ebenfalls ein Publikumserfolg wurde 1940 ein Buch mit ähnlichem Thema wie Des Reiches Straße: Die Welt vor hundert Jahren.:260 ff. Aufgrund eines Rückenleidens musste er aus gesundheitlichen Gründen nicht am Zweiten Weltkrieg teilnehmen, meldete sich jedoch freiwillig zum „Heimatdienst für die Front“.:272 1939 bewarb er sich dann erfolgreich als ziviler Mitarbeiter einer wöchentlichen bebilderten Wandzeitung der Luftwaffe mit Namen Bilder der Woche, die seiner Arbeit das Prädikat „kriegswichtig“ einbrachte.:272 ff. 1943 genehmigte das Reichsinnenministerium die lebenslange Fortzahlung von Redslobs Ruhebezügen, die zunächst bis 1943 begrenzt waren.:258 ff. Ab 1941 war Redslob als Berater für die Verlage Reclam und Stalling tätig, 1942 schloss er mit Reclam einen Vertrag über eine Goethe-Biographie ab.:275 ff.

### Von Berlin nach Europa

#### Neubeginn in Berlin
Das Kriegsende erlebte Redslob mit seiner Frau in seinem Haus in Neubabelsberg bei Potsdam. Wenige Wochen später beteiligte er sich an einer der ersten Ausstellungen im Nachkriegs-Berlin, bei der der Galerist Gerd Rosen Bilder der Klassischen Moderne und auch solche der ab 1936 verbotenen Expressionisten ausstellte.:31–36 Wenig später zeigte er auch eigene Sammlerstücke in dem 1946 neu eröffneten Haus am Waldsee und berichtete in Zeitungsartikeln über die Ausstellungen.:314 ff.
1951 wurde er zum Juror der Kunstausstellung Eisen und Stahl berufen. In dem im selben Jahr konstituierten ersten Vorstand des wiedergegründeten Deutschen Künstlerbundes 1950 war Edwin Redslob das einzige außerordentliche Vorstandsmitglied. Ab 1970 gehörte er dem Ehrenvorstand des DKB an. Er schrieb im Katalog zur ersten Jahresausstellung 1951 in den Räumen der Hochschule der Bildenden Künste den Aufsatz: Idee und Geschichte des Deutschen Künstlerbundes.

#### Tagesspiegel und Professur
Im Sommer 1945 wurde Redslob Mitgründer, Lizenzträger und Herausgeber der Berliner Tageszeitung Der Tagesspiegel, welcher zunächst mit national-liberaler Prägung und mit einer amerikanischen Lizenz erschien. Die erste Nummer erschien am 27. September 1945. Redslob veröffentlichte im Tagesspiegel zunächst kurze Stücke aus seiner Forschung, über die Goethe-Zeit und das Biedermeier, bald aber, auf Anregung des befreundeten CDU-Politikers Ferdinand Friedensburg, auch kritische und polemische Artikel zu aktuellen Problemen der Stadt. Im Oktober 1945 griff er mit einem Artikel des Tagesspiegels in die Debatte um Innere und äußere Emigration zwischen Thomas Mann und den nach der Machtübernahme durch die NSDAP und ihre Verbündeten in Deutschland gebliebenen Intellektuellen ein, verteidigte mit scharfen Worten Haltung und Bedeutung der Inneren Emigration und zählte sich selber zu deren Vertretern: Sie seien „Opfer der Diktatur“ gewesen, hätten zwölf „subversive“ Jahre in einem „inneren Raum“ gelebt, dessen Eroberung Hitler nicht gelungen sei. Er schrieb: „All dies lebendige Wirken, durch das Deutschland weiterlebte und sich ein Recht auf die Zukunft erwarb, wird nun vom Schreibtisch eines einst deutschen Schriftstellers, auf den die warme Sonne Kaliforniens scheint, als befleckt erklärt.“:332f
Im Spätsommer 1945 bewarb sich Redslob als akademischer Quereinsteiger an der Universität um eine Professur. Der seit Oktober amtierende kommissarische Rektor der Berliner Universität Johannes Stroux unterstützte Redslobs Bewerbung vor der Berufungskommission. Ende Dezember 1945 war Redslob zum Honorarprofessor berufen. Er sollte in die Verwaltung eingebunden werden und interimistisch die Leitung des kunsthistorischen Instituts übernehmen.:481 Er erhielt dann jedoch, möglicherweise aufgrund seiner Arbeiten für den Tagesspiegel von der sowjetisch dominierten Universitätsverwaltung keine Zulassung für Lehrveranstaltungen, obwohl er formal Honorarprofessor blieb.:337 ff. Redslob ging mit dem Tagesspiegel seit 1946 auf direkten Konfrontationskurs zur Politik der von der sowjetischen Besatzungsmacht gesteuerten Verwaltung im Ostteil der Stadt und trat mit seiner Zeitung für ein demokratisches und freiheitliches System ein. Dementsprechend sah er sich selber heftigen Angriffen durch die Ostberliner Medien ausgesetzt.:328, 348 ff., 356, 363 So schrieb Redslob im Oktober 1946 im Tagesspiegel unter der Überschrift „Abschied von der Berliner Universität“, sie habe seit ihrer sogenannten Eröffnung ständig an wissenschaftlichem Ansehen verloren und inzwischen „den letzten Rest ihres ehemals guten Rufes eingebüßt“. Sie sei „eine Parteiuniversität“. Er streiche sie „aus der kulturellen Liste Deutschlands.“:348  Redslob organisierte und moderierte mit dem Tagesspiegel öffentliche Diskussionsrunden.:350 Der Tagesspiegel wurde, trotz zahlreicher Konkurrenz auf dem Zeitungsmarkt, schnell eine der erfolgreichsten Zeitungen in Berlin, war jedoch für Redslob finanziell nicht einträglich genug.:328, 335 ff.
Im März 1946 wurde Redslob Dozent für Kunstgeschichte an der im britischen Sektor gelegenen Technischen Universität Berlin und erhielt 1947 dort die Position eines ordentlichen Professors.:344 ff. Im Frühjahr 1946 wurde Redslobs Buch Des Reiches Strasse von der Deutschen Bücherei in Leipzig, die auf Befehl der Alliierten alle Publikationen aus der Zeit des Nationalsozialismus prüfen musste, als ns-belastet auf die Liste der auszusondernden Literatur (Liste 1, Nummer 9262) gesetzt.:344–345

#### Freie Universität und Rektorat

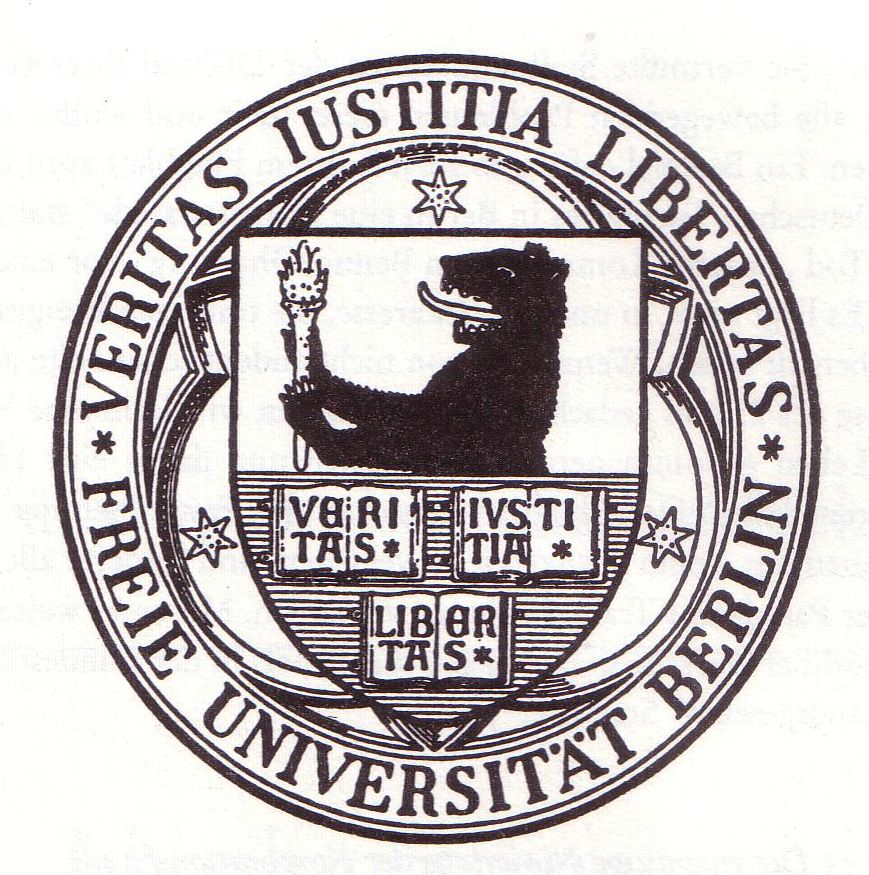
Veritas, Iustitia, Libertas (Wahrheit, Gerechtigkeit, Freiheit). Wappen und Devise der FU Berlin, entworfen von Redslob zur Eröffnung 1948: Der Berlin symbolisierende Bär hält die „Fackel des Geistes“, die drei Sterne symbolisieren die drei ursprünglichen Fakultäten. Die FU sollte die humanistischen Traditionen der durch Humboldt begründeten Berliner Universität „retten“ und an einem anderen Ort fortsetzen. Sie sollte der „freien Entfaltung der Persönlichkeit“ dienen, insbesondere der Forschung und Lehre ohne einseitige Bindung an parteipolitische Doktrinen und der Erforschung der „Wahrheit um ihrer selbst willen“. Redslob gestaltete 1949 die Neuimmatrikulation von Studenten als Gelöbnis auf die obige Devise der FU.

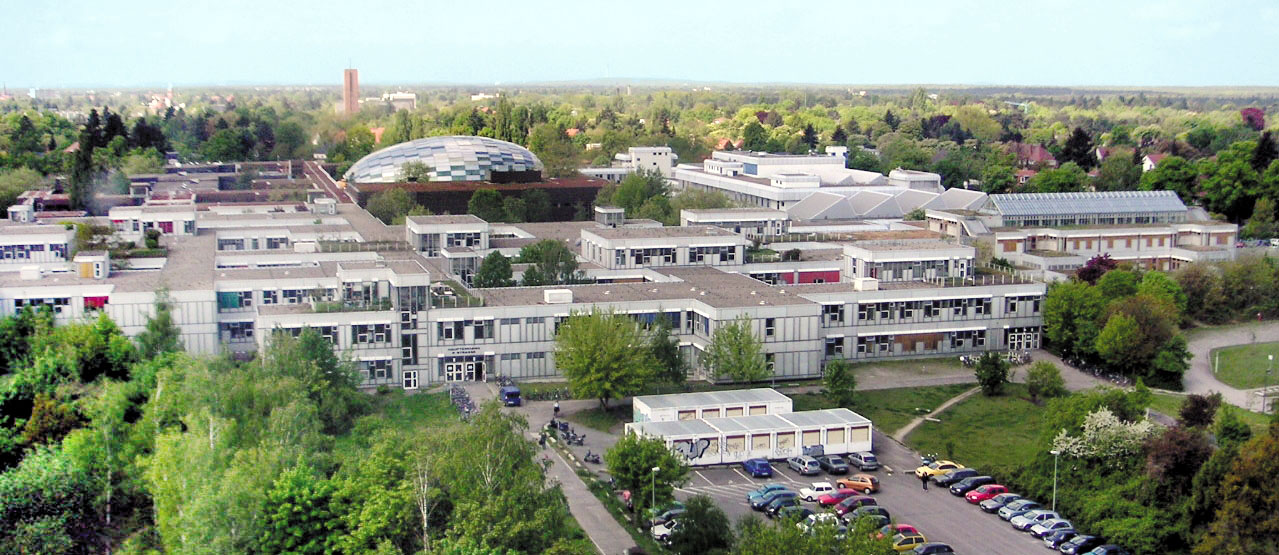
FU-Berlin (2005): Rost- und Silberlaube. Rechts am Bildrand die Villen, in denen ursprünglich viele Institute untergebracht waren, im Hintergrund der Turm der Bibliothek im Henry-Ford-Bau. Die FU wuchs auch dank Spenden der Ford-Foundation rasch von 2000 Studenten 1948 auf 11.000 Studenten 1958 und auf 60.000 Studenten 1990. Auf internationale Gastprofessuren und Austauschstudenten wurde besonders Wert gelegt. Diverse Institutsgebäude wurden neu errichtet.

Schon 1946 war es anlässlich der Feiern zum 1. Mai an der Berliner Universität zu studentischen Protesten gekommen, die auch in der Studentenzeitung Colloquium veröffentlicht wurden. Als die Ostberliner Universitätsverwaltung 1948 schließlich den Herausgebern dieser Zeitung den Studentenstatus nahm, kam es zu einer großen Protestversammlung im Esplanade-Hotel am Potsdamer Platz, welche die Spaltung der Universität zum Thema hatte und über die Redslob im Tagesspiegel berichtete. Redslob übernahm mit Ernst Reuter den Vorsitz eines „Vorbereitenden Ausschusses“ zur Gründung einer neuen Universität und erhielt nach Verhandlungen mit dem amerikanischen Militärgouverneur General Lucius D. Clay den Auftrag zur Durchführung der Gründung, engagierte Lehrkräfte und kümmerte sich um die Finanzierung.:354 ff.:316 ff. Der Historiker Friedrich Meinecke, abgeworben von der Berliner Universität Unter den Linden, wurde der erste Rektor der neuen Universität. Der bereits 86-jährige Meinecke sollte eine den Geist dieser Universität verkörpernde Symbolfigur werden, da er mit seinem Buch Die deutsche Katastrophe eine Erklärung für die jüngere Vergangenheit gegeben hatte und mit seinem Verweis auf den Humanismus und Goethe einen Weg zur Erneuerung durch Rückbesinnung auf bleibende Werte ermöglichte.:360 ff. Redslob hielt vor 130 Studenten die erste Vorlesung der Universität über die „Grundprinzipien der Malerei“ und eröffnete sie als Geschäftsführender Rektor in einer Festveranstaltung im Titania-Palast mit einer Rede über die Stifterfiguren des Naumburger Doms.:365 ff. Eine Parallele zur damaligen aktuellen Situation in Berlin ziehend, betonte er den Gedanken „des Schutzes unseres Landes und seiner Kultur gegen die in der Geschichte so oft wiederkehrende Bedrohung von Osten“.:323 ff. 1948 wurde Redslob so Mitinitiator der Gründung der Freien Universität Berlin (FU), die er 1949/50 als Rektor leitete. Claude Lanzmann war in dieser Zeit Dozent an der FU und schrieb in seiner 2009 erschienenen Autobiographie Le lièvre de Patagonie (dt. Der patagonische Hase) über seine Eindrücke: „Die Freie Universität war zu jenem Zeitpunkt ein Schlupfwinkel für Nazis, die Entnazifizierung, von der man vorgab, dass sie überall zur Tagesordnung gehörte, war dort nichts als ein Spaß gewesen“.:259 Er schrieb auch, er habe Redslob durch einen Artikel über die Freie Universität, den er Anfang Januar 1950 in Ostberlin veröffentlicht hatte, zum Rücktritt vom Rektorat gezwungen. Mit dem Artikel war, ohne Wissen Lanzmanns:269–270, ein Gedicht Redslobs abgedruckt worden, das dieser angeblich Emmy Göring gewidmet habe, mit der er vom Film und von seiner Arbeit als Reichskunstwart vor 1933 her befreundet war. Dem widerspricht jedoch Redslobs Biograph Christian Welzbacher: Redslob habe das Gedicht nicht für Emmy Göring direkt, sondern für die Kopenhagener Porzellanmanufaktur verfasst, die Emmy Göring mit einer Geschirrgarnitur beschenkt habe. Redslob habe seine Amtszeit im Sommer 1950, ein gutes halbes Jahr nach Lanzmanns Artikel, regulär beendet.
Schon im Frühjahr 1949, zu Beginn seiner Amtszeit, geriet Redslob wegen Personalentscheidungen der Universitätsverwaltung in die Kritik seiner Studenten, da einige Mitglieder des Lehrkörpers offenbar nicht sorgfältig bezüglich ihrer Vergangenheit im „Dritten Reich“ überprüft worden waren und Redslob eine Übernahme befürwortet hatte. Auch hatte er seine Befugnisse genutzt, um Kollegen, Freunde, Bekannte und Familienangehörige für die Universität anzuwerben. Nach dem Ende seiner Amtszeit im November 1950 wurde er Prorektor.:376–377 Redslob lehrte insgesamt 12 Semester als Professor für Kunst- und Kulturgeschichte an der FU und wurde 1954 emeritiert.:375 ff.

#### Freier Kulturbund und Volksbühne
Noch im Sommer 1948, parallel zu den Vorbereitungen zur Universitätsgründung, veröffentlichte Redslob im Tagesspiegel einen „Aufruf zur Gründung eines Freien Kulturbundes“, der die westliche Variante des ostdeutschen Kulturbundes werden sollte. Redslob sprach auf den ersten Veranstaltungen des „Freien Kulturbundes“ beim Schöneberger Rathaus vor bis zu 20.000 Menschen.:362 ff.
Als 1947 die Berliner Volksbühne wiedereröffnet werden sollte, aber keine Einigung zwischen einer Interessengruppe mit dem Ziel eher bürgerlichen Theaters und einer anderen mit der Vorstellung eines Arbeitertheaters möglich zu sein schien, wurde Redslob von der Oberbürgermeisterin Louise Schroeder als Vorsitzender eines Vermittlungsausschusses eingesetzt. Nach dem Scheitern der Verhandlungen setzte er sich im Oktober 1947 mit Joachim Tiburtius für die Gründung der Freien Volksbühne im Westen ein, während in Ost-Berlin die Volksbühne eröffnet wurde. Dies war die erste Spaltung einer Kulturinstitution in Berlin nach dem Ende des Krieges.:351 ff.
Ende 1949, ein halbes Jahr nach dem Ende der Berlin-Blockade, besuchte Redslob für drei Wochen auf Einladung der amerikanischen Regierung die Vereinigten Staaten und berichtete dort über die Freie Universität Berlin.:373 ff. Er hielt Vorträge an mehreren Universitäten, unter anderem in Harvard und Columbia, sowie auf einem Kongress, der „das kulturelle Leben in den von den Vereinigten Staaten besetzten Ländern“ zum Thema hatte. Außerdem traf er den späteren Präsidenten Dwight D. Eisenhower, damals Präsident der Columbia University.:340 ff.
Redslob gehörte 1950 mit Otto Suhr und Ernst Reuter zum Organisationskomitee der offiziell in Westberlin gegründeten internationalen Organisation Kongress für kulturelle Freiheit (CCF), in der sich antikommunistisch orientierte Intellektuelle und Wissenschaftler unter öffentlicher Beteiligung zusammenfanden. Der CCF wurde teilweise von der amerikanischen Regierung finanziert und beeinflusst, wobei Redslob auch an finanziellen Transfers beteiligt war.

#### Berlin-Museum

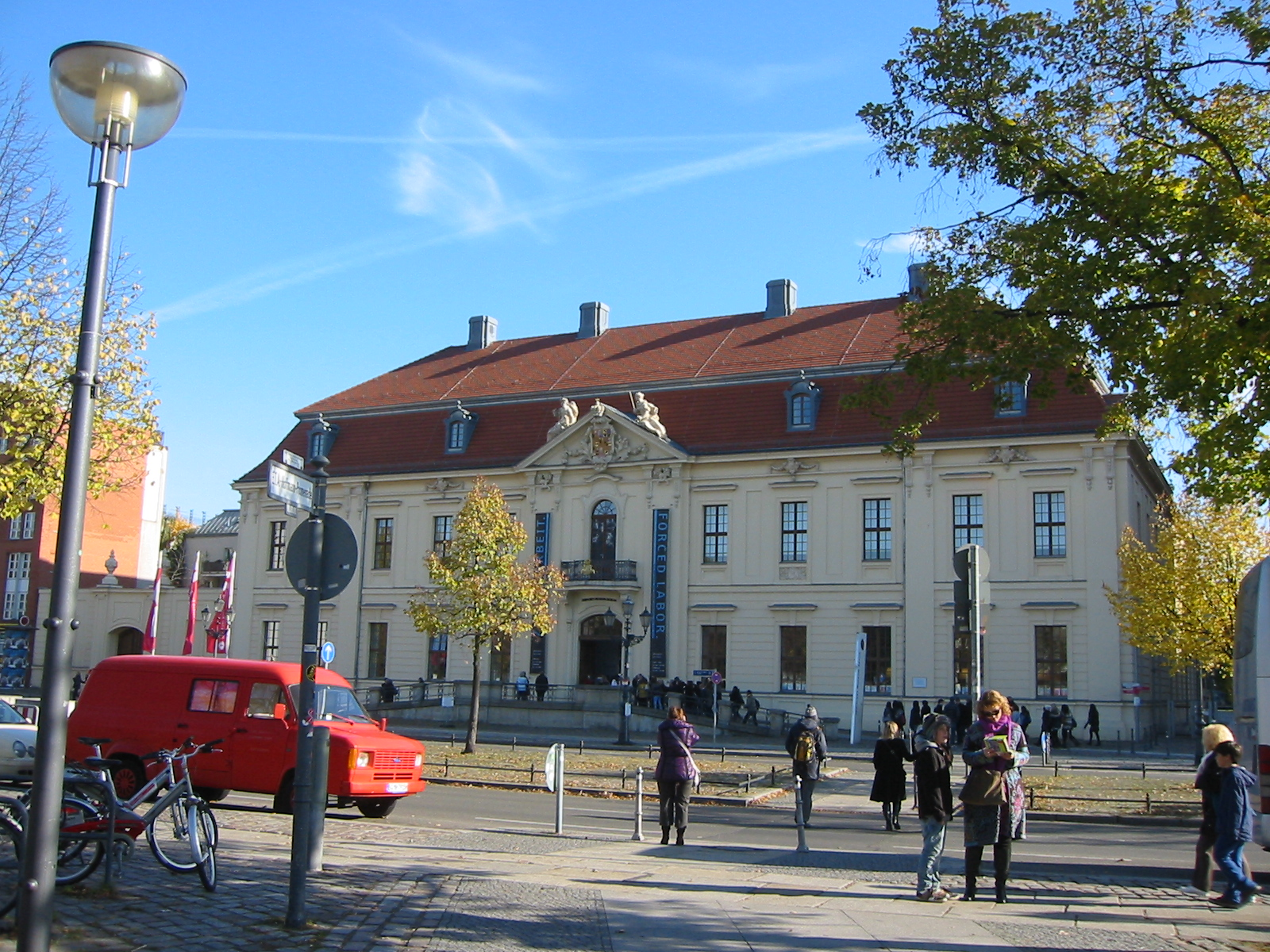
Ehemaliges preußisches Kammergericht in der Lindenstraße. Von 1969 bis 1993 beherbergte es das Berlin Museum, das Redslob mit aus der Taufe gehoben hatte.

Zu Beginn der 1960er Jahre begann Redslob sich gegen die „Kahlschlagsanierung“ Westberlins und zur gleichen Zeit für ein neues Museum, das Berlin Museum, zu engagieren. Er initiierte eine Pressekampagne und sammelte einen Freundeskreis. 1964 wurde ihm ein Gebäude im Tiergarten überlassen, in dem er mit geringen Zuschüssen eine Eröffnungsausstellung über den Maler Daniel Chodowiecki organisierte.:395 ff.
Das Berliner Stadtschloss war für Redslob „ein in sich geschlossenes Denkmal von einem halben Jahrtausend deutscher Geschichte“. Dementsprechend sah er den Abriss der kriegsgeschädigten Ruine in Ostberlin im Jahr 1950 als „das furchtbarste Zerstörungswerk der Neuzeit“ in der Stadt und als „brutale Missachtung alles Gewordenen.“:125f Ähnlich beurteilte er auch den gedankenlosen Abriss historischer Gebäude in Westberlin. „In der Wilhelmstraße, der einstigen Machtzentrale von Reich und Preußen, wuchs das Gras aus den Ritzen zwischen den Pflastersteinen […] Wo das hektisch zuckende Zentrum der Metropole gelegen hatte, jene Verkehrskreuzung zwischen Bars, Nachtklubs und Cafes, die den Mythos der Moderne begründet hatte, klaffte eine riesige Brache. Der Tiergarten expandierte und begrub das tote Herz der verblichenen Weltstadt unter sich. Nur die Asphaltplatten zeichneten noch die charakteristischen Straßenmuster nach.“
Redslob war in fast allen Kulturvereinigungen Westberlins Mitglied und beteiligte sich aktiv an ihren Veranstaltungen.:399 ff.
Seine umfangreiche Goethe-Sammlung vermachte Redslob 1968 dem seit 1954 bestehenden Düsseldorfer Goethe-Museum, welches auf einer Stiftung des Ehepaars Kippenberg beruhte, wodurch zwei der umfangreichsten Klassikersammlungen Deutschlands vereinigt wurden und seine Sammlerrivalität mit Kippenberg ein Ende fand.:401 ff.
Etwa 1970 schrieb Redslob eine Autobiografie, die 1972 unter dem Titel „Von Weimar nach Europa“ erschien.:401 ff. Die Entwicklung an der Freien Universität im Zuge der 68er-Bewegung erklärte er dort als Folge von „Erstarrung“ und „politischer Zersetzung“: Generationenkonflikte und die Situation des kalten Krieges hätten „einen zwar nicht großen, aber den lautesten Teil der Jugend zu negativen Revolutionären ohne ein lebendiges, positives Ziel“ gemacht. Die Bestrebungen, für die die FU einst gegründet worden sei und die sich in dem von ihm gewählten Motto ausdrückten, seien in ihr Gegenteil verkehrt worden.:357 ff.,382 ff.
In seinem letzten Interview 1973 äußerte er den Wunsch, sich für einige Zeit aus der Öffentlichkeit zurückzuziehen, um sich einer großen Arbeit widmen zu können, für die er schon lange Material gesammelt habe, ein Buch über Johann Wolfgang Goethe.:403 ff.

## Ehrungen

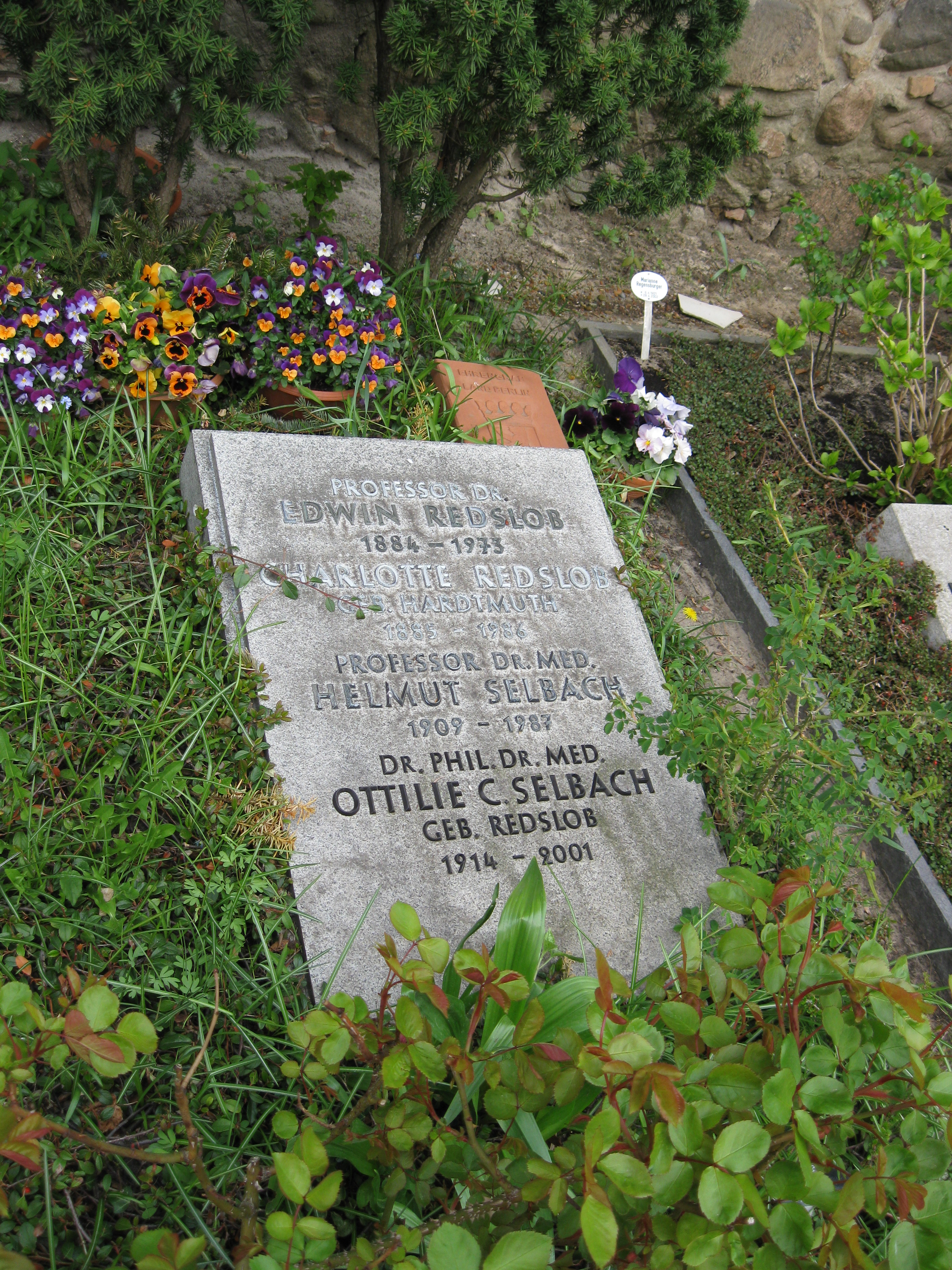
Grab Redslobs, seiner Frau und seiner Tochter auf dem Dahlemer St.-Annen-Kirchhof

1952 wurde Edwin Redslob das Große Verdienstkreuz der Bundesrepublik Deutschland verliehen, 1959 der Stern. 1959 bekam er die Ernst-Reuter-Plakette des Landes Berlin. Eine um 2001 neu angelegte Straße in der Nähe der Freien Universität Berlin und der Staatlichen Museen in Berlin-Dahlem wurde nach ihm benannt.
Er ruht in einem Ehrengrab des Landes Berlin auf dem St.-Annen-Kirchhof in Dahlem.

## Schriften
- Die Arbeitsgemeinschaft für deutsche Handwerkskultur. In: Schleswig-Holsteinisches Jahrbuch. Bd. 15/16 (1925/1926), 84f.
- Die künstlerische Formgebung des Reichs, Werkkunst-Verlag, Berlin 1926.
- Garten der Erinnerung. Verlag der Deutschen Dichter-Gedächtnis-Stiftung, Hamburg 1928.
- Gustav Stresemann zum Gedächtnis. Das Staatsbegräbnis am 6. Oktober 1929. Reichsdruckerei, Berlin 1929.
- Goethes Leben. Reichsdruckerei, Berlin 1932
- Ein Jahrhundert verklingt. Korn, Breslau 1935.
- Dianens Heimkehr – Romans Dianens Heimkehr – Romans aus der Zeitenwende 1910–1920, Christian Wegner, Hamburg 1937.
- Die Welt vor hundert Jahren. Reclam, Leipzig 1940.
- Des Reiches Straße. Reclam, Leipzig 1940.
- Des Jahres Lauf. Insel Verlag, Leipzig 1943 (Insel-Bücherei 99/3).
- Charlotte von Stein. Ein Lebensbild aus der Goethe-Zeit. Reclam, Leipzig 1943.
- Vom Römerberg zum Brandenburger Tor. Wege deutscher Geschichte und Kultur. Piper, München 1957.
- Freie Universität Berlin, Reihe: Berlin. Gestalt und Geist, Bd. 1, Wolfgang Stapp Verlag, Westberlin 1963.
- Bekenntnis zu Berlin, Stapp Verlag, Westberlin 1964.
- Spiegel des Lebens, Edwin Blaschker Verlag, Westberlin 1969.
- Von Weimar nach Europa. Erlebtes und Durchdachtes, Haude & Spener, Westberlin 1972, ISBN 3-7759-0144-2 (Autobiographie).